# Hjertebjerg
Hjertebjerg er en landsby i Elmelunde Sogn på Møn 7 km øst for Stege. Landsbyen har et forsamlingshus fra 1897 og en skole, Hjertebjergskolen. Byen er tæt på at være sammenvokset med Elmelunde.
Hjertebjerg nævnes 1370, og i 1420 nævnes en væbner Magnus Lydikessøn herfra. Landsbyen udflyttedes i 1798.
I 1812 fødtes politikeren og matematikeren C.G. Andræ på morfaderens præstegård i Hjertebjerg. Kvindesagspolitikeren og landstingsmedlemmet for Venstre Nicoline Winther (1891 – 1977) fødtes og døde på Tofthøjgård i landsbyen.
Hjertebjerg ligger i Vordingborg Kommune og tilhører Region Sjælland.